# Régis Jolivet
Régis Jolivet (Lyon, 8 de Novembro de 1891 — Lyon, 4 de Agosto de 1966) foi um sacerdote e filósofo católico, da corrente neotomista, decano da Faculdade de Filosofia da Universidade Católica de Lyon, que publicou uma vasta obra sobre a filosofia de Tomás de Aquino, para além de publicações nas áreas de antropologia, metafísica, ética e lógica. Foi especialista na filosofia tomista e de história da Filosofia. Em 1961 ganhou o título de cavaleiro da Ordem Nacional da Legião de Honra, a mais alta condecoração da França.

## Biografia
Foi ordenado sacerdote católico em 1914; licenciado em letras (1920); doutor em filosofia escolática (1920): doutor em letras (1929); professor de filosofia tomista no Institut Leidrade, nas Facultés catholiques de Lyon (1932), decano da Faculdade de Teologia (1938-1941). Seu livro Curso de Filosofia foi extensamente usado em seminários católicos do Brasil para a formação dos futuros padres.